# Cooperativa de energías renovables
Las cooperativas de energías renovables o cooperativas energéticas son cooperativas que generan, distribuyen y/o comercializan energías de origen renovable. El modelo contrasta con las corporaciones tradicionales energéticas, que suelen ser de gran tamaño y favoreciendo la producción de energía de forma centralizada, proponiendo en cambio la producción descentralizada y gestionada por las personas socias de la cooperativa. El surgimiento del movimiento cooperativo de energías renovables es un fenómeno mundial, pero que se está desarrollando especialmente en el oeste y norte de Europa. Entre las motivaciones principales de los ciudadanos para impulsar estas organizaciones figuran la necesidad de promover la transición a las energías renovables a la vista de problemas ambientales como el cambio climático y de escasez de recursos no renovables como el pico de petróleo, así como la aspiración de retomar el control social de las fuentes de energía.

## Historia
Las cooperativas de energía son un fenómeno con más de un siglo de historia. En muchos países del mundo, a finales del siglo XIX y principios del XX se constituyeron numerosas cooperativas con el objetivo de dotar de red eléctrica a núcleos rurales aislados que no estaban entre las prioridades de los gobiernos del momento. Siendo esta la motivación principal, quedaba fuera del debate cualquier prioridad por una fuente energética u otra, más allá de la disponibilidad del recurso y de las capacidades de la cooperativa para su gestión momento.
Sin embargo, las crisis del petróleo de los 1970s que pusieron de manifiesto la vulnerabilidad y dependencia de las economías industrializadas ante la escasez de recursos, así como la creciente certeza de la insostenibilidad ambiental del modelo energético, responsable directo del cambio climático como de otros impactos ambientales, motivaron la creación de las primeras cooperativas de energías renovables en países como Dinamarca o Alemania. A partir de los años 1990 el fenómeno se expandió por la mayor parte del oeste y norte de Europa. Actualmente se estima que existen más de 3.000 cooperativas en el continente. El modelo se está extendiendo también por otras regiones como Asia, Latinoamérica y África.

## Tipos de cooperativas
Existen diferentes tipos, dependiendo de la función que cumplen (generación distribución y/o comercialización), así como del tipo de energía con el que trabajan (principalmente electricidad y calor). Existen diferentes formas de organización: grupo local de ciudadanos organizados en torno a un proyecto concreto, cooperativas de escala regional y/o nacional, cooperativa integral que cubre las 3 etapas de la cadena de generación y comercialización de energía, red de cooperativas, etc.

## Cooperativas de energías renovables en el mundo

### Cooperativas de energías renovables en Europa
Actualmente se estima que existen más de 3.000 cooperativas en el continente, aunque con una distribución desigual. Se encuentran principalmente en el oeste (Dinamarca, Holanda, Bélgica, Alemania, Austria, el norte de Italia, Suecia, Reino Unido y Francia), y en menor extensión en España y el sur de Italia. En el resto de Europa su presencia es escasa o nula, especialmente en los países que tuvieron regímenes socialistas durante la segunda mitad del siglo XX.
Entre las cooperativas más importantes a nivel europeo se encuentran organizaciones como Enercoop (Francia), que incluye 10 cooperativas de segundo orden regionales y 115 productores (50 MW) que producen 110 GWh de electricidad renovable a sus 35.000 miembros; Ecopower (Bélgica), que es propietaria de instalaciones solares, eólicas, mini-hidroeléctricas, etc. que producen 55 GWh anualmente para cubrir el consume de sus 55.000 miembros; Middelgrunden (Dinamarca), que fue la primera cooperativa eólica offshore en el país fundada en 1997 y agrupa a unos 8.600 ciudadanos.
Actualmente existe una federación de cooperativas de energías renovables a nivel europeo llamada REScoop, que agrupa a unas 1.250 organizaciones constituidas por 650.000 socios. 

### Cooperativas de energías renovables en España
En España se han producido dos olas de creación de cooperativas energéticas: la primera a finales del siglo XIX y principios del XX, y la segunda más recientemente a partir del año 2010.
A finales del siglo XIX y principios del XX, la energía eléctrica no era tan accesible para las personas ajenas a los ámbitos urbanos, ya que entre las prioridades de las grandes empresas y el Estado no estaba la instalación de tendidos y redes de distribución en zonas rurales o aisladas de los grandes centro de consumo. Esto motivó la constitución de cooperativas en numerosas zonas de la geografía española en la que los propios vecinos de las localidades se organizaron para producir y distribuir energía eléctrica. En su momento álgido, se estima que existían unas 2.000 cooperativas, aunque tras la Guerra Civil las dificultades económicas propiciaron que muchas de estas cooperativas fueran absorbidas por empresas de mayor tamaño en un proceso de creciente concentración empresarial. Actualmente se estima que sobreviven 21 de estas organizaciones, 16 de las cuales se encuentran en la Comunidad Valenciana.  Aunque inicialmente estaba fuera de sus motivaciones, algunas de estas cooperativas, como Enercoop en Crevillente, han adoptado principios de generación y comercialización 100% renovables.
Más recientemente, y con la motivación de construir un modelo energético basado en producción renovable y gestionado de forma social, han surgido numerosas cooperativas energéticas en España. Esta segunda ola de cooperativas se ha centrado por el momento mayoritariamente en la comercialización de energía eléctrica de origen renovable. Estas cooperativas abarcan a fecha de noviembre de 2018 más de 70.000 socios  y 100.000 contratos repartidos por todo el país, y están caracterizadas por un fuerte crecimiento anual.
En la actualidad, el origen renovable de la energía eléctrica se certifica mediante el mecanismo de las garantías de origen, que permite a las cooperativas comercializar a sus socios energía renovable a través del sistema eléctrico español, pudiendo ser producida por la propia cooperativa o por terceros.
A pesar de la voluntad de las cooperativas de generar la propia energía demandada por sus socios, los obstáculos a las renovables (moratoria a las ayudas a las renovables desde 2012) e incertidumbre regulatoria (p.e. limitaciones al autoconsumo) han dificultado que la mayoría de cooperativas hayan podido desarrollar nuevos proyectos. Esto hace que, a día de hoy, la gran mayoría de la energía de la energía renovable comercializada proceda de garantías de origen cedidas por terceros.
A principios de mayo de 2016 se constituyó la «Unión Nacional de Cooperativas de Consumidores y Usuarios de Energías Renovables» (UNCCUER) que agrupa diferentes cooperativas de las 2 generaciones arriba mencionadas, con los objetivos de unificar esfuerzos en la promoción conjunta de la comercialización de energía 100% renovable y cooperativa, de la transición al nuevo modelo energético basado en el fin de la dependencia de los combustibles fósiles y el paso a instalaciones y redes de generación distribuida así como de impulsar la economía local. En noviembre de 2017 UNCCUER pasa a llamarse Unión Renovables.